# Adolf Zalberg-Piotrowski
Adolf Markowicz Zalberg-Piotrowski, znany także jako Adolf Salberg, bądź Zalberg, ps. Piotrowski (ur. 1887 w Warszawie, zm. 17 września 1937) – polsko-sowiecki socjaldemokrata i komunista, członek Zarządu Głównego Socjaldemokracji Królestwa Polskiego i Litwy, członek pierwszego Komitetu Centralnego Komunistycznej Partii Robotniczej Polski, dyplomata ZSRR.

## Życiorys
Syn Marka Zalberga, drobnego kupca. Od 1904 członek SDKPiL (od 1916 członek Zarządu Głównego tej partii), od 16 grudnia 1918 członek Komunistycznej Partii Robotniczej Polski, członek jej pierwszego Komitetu Centralnego. W okresie grudzień 1918-luty 1919 redaktor pisma KPRP w Łodzi Komuna. W 1920 internowany, następnie aresztowany i skazany na pięć lat więzienia. W 1921 przekazany przez władze polskie wraz z rodziną do Rosji Sowieckiej w ramach wymiany więźniów politycznych.
Przyjęty do RKP(b), 1921-1923 był sekretarzem Kolegium Ludowego Komisariatu Spraw Zagranicznych RFSRR, a 1923-1924 sekretarzem Kolegium Ludowego Komisariatu Spraw Zagranicznych ZSRR, od 10 grudnia 1924 do 31 stycznia 1930 ambasador ZSRR w Estonii. Od 31 stycznia do 21 grudnia 1930 ambasador ZSRR na Litwie, od 21 grudnia 1930 do 1 kwietnia 1933 ambasador ZSRR w Persji, od 1 kwietnia 1933 do 10 listopada 1934 ambasador ZSRR w Austrii. Jednocześnie od 2 kwietnia do 10 listopada 1934 ambasador ZSRR na Węgrzech, 1934-1937 pełnomocnik Ludowego Komisariatu Spraw Zagranicznych ZSRR w Ukraińskiej SRR.
W okresie „wielkiej czystki” 24 lipca 1937 aresztowany przez NKWD, następnie rozstrzelany.